# Bally's Las Vegas
Horseshoe Las Vegas es un hotel y casino, propiedad y operado por Harrah's Entertainment, localizado en el Strip de Las Vegas en Paradise, Nevada. El hotel tiene 2,814 habitaciones de entre 450 pies cuadrados (41.8 m²) o más grandes. El hotel tiene casi 175,000 pies cuadrados (16,258 m²) de espacio para reuniones y negocios. también tiene 67,000 pies cuadrados (6,225 m²) de casino.
Bally's es la sede de la producción Jubilee!. Una de las atracciones que ofrece el hotel son las luces de neón que cubren el techo y cielo raso del "caminador eléctrico" (moving sidewalk, en inglés) y atrae diariamente a cientos de turistas del bulevar Las Vegas hacia la entrada del casino. El hotel también tiene una estación del Monorrail de Las Vegas.

## Historia
El sitio estaba antes ocupado por el Bonanza Hotel and Casino, el cual abrió en julio de 1963. Después fue renombrado a New Bonanza Hotel and Casino solo poco antes de que se empezara la construcción del MGM Grand.
El sitio cubre 43 acres (17 ha) y abrió en 1973 como el MGM Grand Hotel and Casino con 2,084 habitaciones, el hotel más grande del mundo en esa fecha. Kirk Kerkorian era el dueño para entonces. El hotel mostraba en su aspecto un tema sobre las películas de Los Ángeles cuando abrió.
El 21 de noviembre de 1980, el hotel MGM GRAND sufrió un incendio que se propagó por todo el hotel, provocando un saldo de 87 huéspedes y empleados muertos. El edificio fue reconstruido en ocho meses y el fuego fue, y aun sigue siendo, el peor sucedido en la historia del estado de Nevada en términos de pérdidas humanas. Debido al incendio, los códigos de seguridad en los casinos y hoteles en la mayoría de los Estados Unidos se volvieron más estrictos (véase Incendio en el MGM Grand).
El hotel fue después vendido en 1985 a Bally Entertainment Corporation, y el nombre del complejo fue cambiado a Bally's. El nombre de MGM Grand fue transferido al antiguo Marina Hotel, ahora conocido como MGM Grand Las Vegas.
El 26 de enero de 2022, Caesars anunció que la propiedad sería renombrada Horseshoe Las Vegas como parte de un proyecto de renovación multimillonario, que incluía renovaciones exteriores, nuevos restaurantes y una remodelación del piso del casino. Bally's permaneció abierto durante los trabajos de renovación, los cuales excluyeron las habitaciones del hotel.
Horseshoe Las Vegas lleva el nombre del original Binion's Horseshoe, que fue renombrado Binion's Gambling Hall en 2005. El cambio de nombre de Bally's tuvo efecto el 15 de diciembre de 2022, con los cambios finales aún en proceso en el exterior. Se llevó a cabo una ceremonia el 24 de marzo de 2023, marcando la finalización del cambio de marca.
El trabajo de renovación incluyó nuevo papel tapiz, pintura y alfombras. El piso del casino recibió un nuevo diseño espacioso, y la sala de póker se actualizó con la incorporación de 4 mesas nuevas, sumando un total de 18. La casa de apuestas se trasladó al piso principal del casino, y la ubicación original se convirtió en una sala de juegos de video con más de 80 juegos. Un estuche de vidrio con billetes de $10,000, anteriormente exhibido durante décadas en Binion's Horseshoe, fue restaurado en el nuevo Horseshoe. También se añadieron varios restaurantes nuevos, incluido el Steak Jack Binion's. Reemplazó a BLT Steak, que cerró durante la pandemia de COVID-19 en Nevada y nunca volvió a abrir. El chef Guy Fieri inauguró Flavortown Sports Kitchen, y el chef Martin Yan operó brevemente un restaurante asiático, M.Y. Asia, durante 2023. Fue su primer restaurante en Las Vegas, pero cerró después de cinco meses.
En 2022, Bally's y Paris se convirtieron en las primeras propiedades del Strip en albergar la World Series of Poker, un evento anual que debutó en Binion's Horseshoe en 1970. El evento regresó a Paris y al renovado Horseshoe en 2023.
En 2023, Caesars anunció planes para renovar la Torre Jubilee (que se renombrará como la torre Versalles) e incorporarla a Paris Las Vegas antes de fin de año, reduciendo así la cantidad de habitaciones en Horseshoe.

## Historia cinematográfica
- Mostrado en la película de 1993 Honeymoon in Vegas, con actuaciones de Nicolas Cage y Sarah Jessica Parker.
- Mostrado en la película de 1995 Leaving Las Vegas, también con actuaciones de Cage y Elisabeth Shue.
- Bally's Las Vegas fue sede de la serie de torneo de póker por Spike TV en el 2006 King of Vegas.
- Mostrado en el videojuego Grand Theft Auto: San Andreas como el hotel "High Roller."
- En la película Rocky IV se lleva a cabo una pelea de boxeo, muy centrada en el marco de la Guerra Fría, entre Apollo Creed (representando a los Estados Unidos) contra Iván Drago (representando a la Unión Soviética), pelea que se llevó a cabo en el ring del Bally's, y acabaría con la muerte del boxeador estadounidense.